# Sơn Lập, Bảo Lạc
Sơn Lập là một xã thuộc huyện Bảo Lạc, tỉnh Cao Bằng, Việt Nam.

## Địa lý
Sơn Lập là xã cực nam của huyện Bảo Lạc, có vị trí địa lý:
- Phía đông giáp xã Sơn Lộ, huyện Bảo Lạc.
- Phía tây giáp xã Thái Sơn, huyện Bảo Lâm
- Phía nam giáp xã Nhạn Môn, huyện Pác Nặm tỉnh Bắc Kạn
- Phía bắc giáp, xã Yên Thổ, huyện Bảo Lâm.

Trên địa bàn xã có ngọn núi chính là Phja Dạ. , ngoài ra trên địa bàn xã còn có suối Phia Pàn và suối Thôm Ngàn Đây là xã khởi nguồn của sông Năng.

## Hành chính
Xã Sơn Lập được chia thành 5 xóm: Bản Oóng, Khau Ho, Khuổi Tâư, Phia Pàn, Thôm Ngàn.
Xã Sơn Lập có diện tích 4.298.89ha, dân số tính từ ngày 01/01/2023  là 2007 người.

## Lịch sử
Ngày 13 tháng 12 năm 2007, Chính phủ ban hành Nghị định 183/2007/NĐ-CP về việc thành lập xã Sơn Lập trên cơ sở điều chỉnh 4.369 ha diện tích tự nhiên và 2.014 nhân khẩu của xã Sơn Lộ.
Đến năm 2019, xã Sơn Lập được chia thành 6 xóm: Khuổi Tâư, Bản Oóng, Khau Ho, Thôm Ngàn, Ổng Théc, Phia Pàn.
Ngày 9 tháng 9 năm 2019, Hội đồng Nhân dân tỉnh Cao Bằng ban hành Nghị quyết số 27/NQ-HĐND về việc:
- Sáp nhập xóm Ổng Théc vào xóm Bản Oóng
- Sáp nhập một phần của hai xóm Phia Pàn và Khuổi Tâư vào xóm Khau Ho.